# Gratinus
Gratinus war ein antiker römischer Toreut (Metallbearbeiter), der in der zweiten Hälfte des 1. Jahrhunderts wahrscheinlich in Gallien tätig war.
Gratinus ist heute nur noch aufgrund von zwei Signaturstempeln auf Bronzekasserollen bekannt. Mit Fundorten in der Schweiz und Ungarn sind beide Stücke weit gestreut, aber noch innerhalb des früheren Reichsgebietes.
1. Bronzekasserolle, gefunden in Brugg, heute im Vindonissa-Museum in Brugg.[1]
2. Bronzekasserolle, gefunden in Ungarn; heute im Ungarischen Nationalmuseum in Budapest.[2]

## Einzelbelege
1. ↑  Inventarnummer 36:587; Richard Petrovszky: Studien zu römischen Bronzegefäßen mit Meisterstempeln. Leidorf, Buch am Erlbach 1993, S. 263, Nr. G.04.01.
2. ↑  Inventarnummer 71/1879; Richard Petrovszky: Studien zu römischen Bronzegefäßen mit Meisterstempeln. Leidorf, Buch am Erlbach 1993, S. 263, Nr. G.04.02.

| Personendaten    | Personendaten                      |
| ---------------- | ---------------------------------- |
| NAME             | Gratinus                           |
| KURZBESCHREIBUNG | antiker römischer Toreut           |
| GEBURTSDATUM     | 1. Jahrhundert                     |
| STERBEDATUM      | 1. Jahrhundert oder 2. Jahrhundert |